# Кокуй (приток Уводи)
Коку́й — подземный ручей в центре города Иваново, Россия. Правый приток Уводи.
Иваново, как считается историками, возникло не позднее XV века при ручье Кокуй. Возле него находился старейший общественный центр Иванова — современная площадь Революции. Предполагается, что изначальное название ручья — Поток или Потекуша, а Кокуем именовали территорию вдоль правого берега ручья. Своей формой она напоминала кокошник, который по-другому называется «кокуй». Позднее это название перешло и на сам ручей. Существует версия, высказанная П. Н. Травкиным, согласно которой, название ручья связано с кокуем — местом проведения языческих купальских обрядов.
Истоки Кокуя находились в колодцах и прудах, в районе современной улицы Капитана Петрачкова. Далее он протекал между улицами Станко и Московской, на площади Революции поворачивал на северо-запад и впадал в Уводь возле Покровского монастыря (сейчас здесь Дворец искусств). На берегах ручья стояли различные хозяйственные, производственные, складские сооружения. Среди мостов наиболее известен был Приказной, на котором 10 августа 1915 года произошло столкновение демонстрации рабочих с солдатами. В результате погибло 30 человек. Ещё до Революции ручей постепенно, участками, стал отводиться под землю. Но бо́льшая часть работ была проведена в 1930-е. В настоящее время находится под землёй полностью. Над ручьём в нижнем течении был создан бульвар Кокуй.